# 佐賀県道333号佐賀環状東線
佐賀県道333号佐賀環状東線（さがけんどう333ごう さがかんじょうひがしせん）は、佐賀県佐賀市を通る一般県道である。

## 概要
佐賀市兵庫北6丁目から佐賀市南佐賀1丁目に至る。南北に縦断する。
その名の通り、佐賀市東部の環状道路としての役割を果たす重要な道路である。通称・環状東通り（東部環状線）。

### 路線データ
- 起点：佐賀県佐賀市兵庫北6丁目（兵庫町西渕交差点、国道34号交点）
- 終点：佐賀県佐賀市南佐賀1丁目（南佐賀交差点、国道208号交点、佐賀県道401号佐賀環状自転車道線上）

## 路線状況

### 通称
- 環状東通り（東部環状線）
- 環状南通り（北川副小学校西交差点 - 終点）

### 重複区間
- 佐賀県道401号佐賀環状自転車道線（佐賀市南佐賀2丁目・南佐賀東交差点 - 佐賀市南佐賀1丁目・南佐賀交差点（終点））

### 道路施設

#### 橋梁
- 西渕跨線橋：別名とんぼ橋（長崎本線、佐賀市）
- 新橋橋（市の江幹線水路、佐賀市）
- 佐賀江大橋（佐賀江川、佐賀市）
- 江上橋（佐賀市）
- 新十五橋（佐賀市）
- 新富松橋（佐賀市）

## 地理

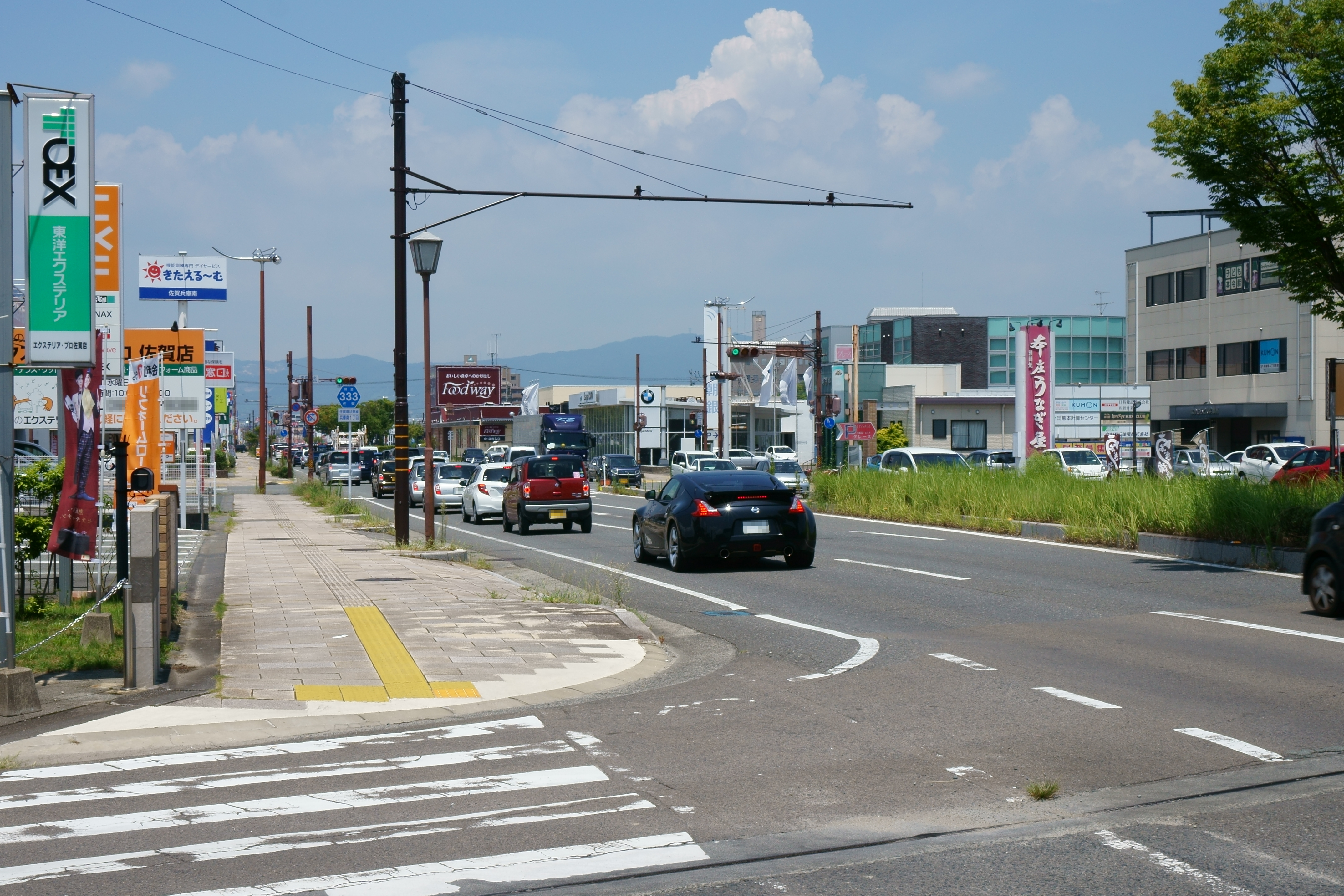
佐賀市兵庫南
玄海橋交差点付近

### 通過する自治体
- 佐賀市

### 交差する道路
| 交差する道路                                           | 交差する場所   | 交差する場所            |
| ------------------------------------------------------ | -------------- | ----------------------- |
| 国道34号                                               | 兵庫北6丁目    | 兵庫町西渕交差点 / 起点 |
| 佐賀県道294号薬師丸佐賀停車場線                        | 兵庫南3丁目    | 東中野交差点            |
| 佐賀県道51号佐賀脊振線                                 | 兵庫南4丁目    | 玄海橋交差点            |
| 国道264号 佐賀県道・福岡県道15号佐賀八女線 重複        | 巨勢町大字牛島 | 牛島宿交差点            |
| 佐賀県道・福岡県道20号佐賀大川線                       | 木原2丁目      | 枝吉東交差点            |
| 佐賀県道401号佐賀環状自転車道線 重複区間起点           | 南佐賀2丁目    | 南佐賀東交差点          |
| 国道208号 佐賀県道401号佐賀環状自転車道線 重複区間終点 | 南佐賀1丁目    | 南佐賀交差点 / 終点     |

### 交差する鉄道
- 長崎本線（西渕跨線橋：別名とんぼ橋）

### 沿線
沿線は郊外型店舗が立ち並ぶ。
- ゆめタウン佐賀
- 地域医療機能推進機構佐賀中部病院
- モラージュ佐賀
  - ミスターマックス
  - フードウェイ
- 佐賀市立北川副小学校
- 佐賀市立城南中学校